# Свельвик
Свельвик (норв. Svelvik) — коммуна в губернии Вестфолл в Норвегии. Административный центр коммуны — город Свельвик. Официальный язык коммуны — букмол. Население коммуны на 2007 год составляло 6463 чел. Площадь коммуны Свельвик — 57,62 км², код-идентификатор — 0711.

## История населения коммуны
Население коммуны за последние 60 лет.

Статистика коммуны Свельвик